# Ригони, Лука
Лука Ригони (итал. Luca Rigoni; 7 декабря 1984, Скио, Италия) — итальянский футболист и тренер, играл на позиции полузащитника.

## Карьера

### Клубная
Воспитанник клуба «Виченца». Там же и дебютировал во взрослом футболе. Первый матч за команду провёл 24 мая 2003 года в 36-м туре Серии B против «Кальяри». «Виченца» проиграла со счётом 0:3. В сезоне 2003/2004 провёл 31 матч в чемпионате. В сезоне 2004/2005 провёл 29 игр в чемпионате.
Летом 2005 года перешёл в «Реджину». Провёл 4 игры в Серии A. Во второй половине сезона играл в Серии B за «Пьяченцу». Провёл 9 игр.
Летом 2006 года вернулся в «Виченцу». В сезоне 2006/2007 провёл 36 игр в Серии B. В сезоне 2007/2008 сыграл 15 матчей.
В начале 2008 года перешёл в «Кьево», также выступающий в Серии B. В сезоне 2007/2008 сыграл 11 матчей. «Кьево» стал чемпионом и вышел в Серию A. В сезоне 2008/2009 сыграл 21 матч в Серии A. В сезоне 2009/2010 сыграл 24 матча. В сезоне 2010/2011 провёл 29 игр в чемпионате. В сезоне 2011/2012 сыграл 25 матчей. В сезоне 2012/2013 провёл 31 встречу. В сезоне 2013/2014 вышел на поле 33 раза, забил 4 гола.
Летом 2014 года стал игроком клуба «Палермо». В первом сезоне за сицилийский клуб провёл 31 игру и забил 9 голов.
В январе 2016 года перешёл в «Дженоа». В сезоне 2015/2016 сыграл 18 матчей и забил 3 гола в чемпионате. В сезоне 2016/2017 сыграл 31 матч и забил 3 гола в чемпионате. В сезоне 2017/2018 сыграл 23 матча и забил 2 гола в чемпионате.
Летом 2018 года перешёл в «Парму». В сезоне 2018/19 сыграл 23 матча и забил 2 гола в чемпионате.

### В сборной
Выступал за сборную Италии в возрастной категории до 20 лет.

## Достижения
«Кьево»
- Чемпион Италии (Серия B) (1): 2007/08